# 이시하라 신타로
이시하라 신타로(일본어: 石原 慎太郎 いしはら しんたろう[*], 1932년 9월 30일~2022년 2월 1일)는 일본의 작가, 정치인이다. 1999년부터 2012년 10월까지 도쿄도지사를 지냈다. 배우 이시하라 유지로의 형이며 슬하에 4남(장남 노부테루(중의원 의원), 차남 요시즈미(배우 겸 기상 캐스터), 삼남 히로타카(자민당 심사원 의원), 사남 노부히로(화가))을 두고 있다.

## 생애

### 소설가로서의 활동
이시하라는 소설가로 활동을 하면서 우익적인 정치 생활을 시작하였다. 그는 작가 미시마 유키오와 절친하였고, 훗날 미시마가 자살했을 때도 장례식에 참석하였다.

## 약력

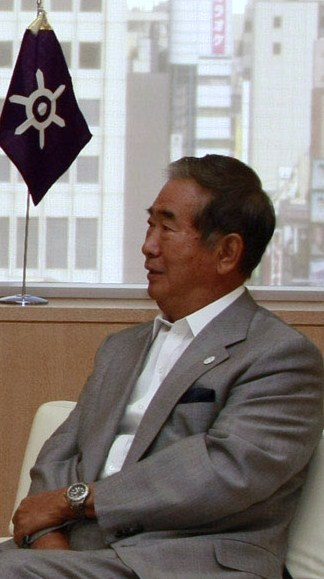
2009년 9월 28일

- 1932년 9월 30일 효고현 고베시 스마구에서 야마시타 기선(현 미쓰이 상선)에 근무하던 아버지 기요시(潔)와 어머니 미쓰코(光子)의 장남으로 태어났다. 아버지 기요시는 에히메현 나가하마정(지금의 기타군 나가하마정), 어머니 미쓰코는 히로시마현 미야지마(지금의 하쓰카이치시 이쓰쿠시마) 출신이다.
- 1934년, 남동생 이시하라 유지로가 태어났다.
- 1937년, 아버지 기요시가 초대 지점장으로 부임한 홋카이도 오타루시로 이사갔다.
- 1944년, 아버지 기요시가 본사로 전근가면서 가나가와현 즈시시로 이사갔다. 다음 해 쇼난 중학교에 입학했다.
- 1948년, 신제고교로 격하 된 가나가와 현립 쇼난 고등학교에 입학했다.
- 1949년, 1년간 휴학했다.
- 1951년, 아버지 기요시가 뇌일혈로 사망했다.
- 1956년, 당시 18세였던 노리코 부인과 결혼했다.
- 1956년 1월 23일 "태양의 계절"로 제34회 아쿠타가와상을 수상했는데 이는 당시 사상 최연소 기록이었으며, 이 책은 베스트셀러가 되어 "태양족", "신타로 가리"가 유행하기도 했다.
- 1956년 3월 히토쓰바시 대학 법학부를 졸업(법학 사회학부에 입학했으나 재학 중에 학부 개편으로 인해 법학 사회학 부가 법학부와 사회학부로 분리해법학부를 졸업).
- 영화 태양의 계절(영어판)에 남동생 이시하라 유지로가 배우로 데뷔한다.
- 1957년 4월 19일, 장남 노부테루가 태어났다.
- 1958년 토호에서 영화 젊은 짐승의 감독을 맡았다.
- 1962년 1월 15일 차남 요시즈미가 태어났다.
- 1964년 6월 19일 삼남 히로타카가 태어났다.
- 1966년 막내 노부히로가 태어났다.
- 1967년 요미우리 신문사의 요청에 따라 베트남 전쟁을 취재했다.
- 1968년 7월 자유민주당 참의원 전국구로 출마해 사상 최초로 300만 표 당선 기록을 세웠다.
- 1972년 12월 중의원 도쿄 2구에 출마해 당선되었다.
- 1973년 와타나베 미치오, 나카가와 이치로, 후지오 마사유키 등과 함께 "상쾌한 바람회"를 결성했다.
- 1975년 4월 도쿄도지사 선거에서 자민당 후보로 출마. 233만 표를 득표했음에도 불구하고 미노베 료키치에게 패하여 낙선했다.
- 1976년 중의원으로 복귀하여 후쿠다 다케오 내각의 환경청 장관으로 취임했다.
- 1983년 자유민주당의 파벌인 나카가와파를 이어 이시하라파의 대표가 된다.
- 1987년 다케시타 노보루 내각에서 운수 대신을 맡았다.
- 1987년 7월 17일 남동생 이시하라 유지로가 사망했다.(향년 52세)
- 1989년 가메이 시즈카 등의 추천으로 자민당 총재 선거에 출마했으나 낙선했다. 모리타 아키오와 함께 "NO라고 할 수 있는 일본"을 출판했다.
- 1990년 총선거에서 노부테루가 처음 당선되었는데 이는 부자 중의원 의원이 된다.
- 1995년 의원 재직 25주년 기념 의회 연설에서 의원직 사퇴를 표명했다.
- 1996년 고인이 된 자신의 남동생 이시하라 유지로를 테마로 한 "남동생"을 발표.
- 1999년 4월 도쿄 도 지사 선거에 출마했다. 입후보 출마 당시 기자 회견 첫마디였던 "아마도 이시하라 유지로의 형일 겁니다"라는 유머러스한 인사가 화제가 되었다. 유력 후보가 난립한 가운데 166만 표를 득표해 당선되었다.
- 2003년 308만표(득표율 사상 최고)를 얻어 도쿄도 지사에 재선되었다.
- 2004년 "남동생"이 TV 드라마화되었다.
- 2007년 4월 3선 성공.
- 2009년 10월 2016년 하계 올림픽 유치 추진 실패.
- 2010년 10월 쓰키지 시장 도요스 이전 결정.
- 2011년 4월 4선 성공.
- 2012년 4월 방미중 센카쿠 열도 구입 의사 표명.
- 2012년 10월 25일 도지사 사임, 신당 창당 표명.
- 2012년 11월 태양당창당, 11월 13일 일어나라 일본과 역합병
- 2012년 11월 17일 태양당과 일본유신회 합당
- 2014년 6월 22일 일본유신회가 이시하라파와 하시모토파가 분당하기로 결의하였다.
- 2014년 8월 1일 자기 계파를 이끌고 차세대당 창당.

## 작품
- 〈태양의 계절〉(아쿠타가와상 및 문학계 신인상 수상작)
- 〈미친 과실〉
- 〈화석의 숲〉(예술선장 문부대신상 수상작)
- 〈청년의 나무〉
- 〈청춘이란 무엇인가〉
- 〈스파르타 교육〉
- 〈야만인의 대학〉
- 〈생환〉
- 〈남동생〉(마이니치 문학상 특별상 수상)
- 〈늙어서 비로소 인생〉
- 〈NO라고 할 수 있는 일본〉(모리타 아키오 공저)
- 〈그래도 NO라고 할 수 있는 일본―일본·미국 양국 간의 근본 문제-〉(와타나베 쇼우이치·오가와 카즈히사 공저)
- 〈선전포고 NO라고 할 수 있는 일본 경제―미국의 금융 노예로부터의 해방-〉
- 〈국가의 탄생이라는 환상〉
- 〈"아버지"를 잃고 나라가 설 수 없으리〉
- 〈지금은 "혼" 교육〉
- 〈나는 결혼하지 않아〉
- 〈내 인생 시간의 시간〉
- 〈비제〉
- 〈성찬〉
- 〈바람에 대한 기억〉
- 〈나는 너 때문에 죽으러 간다〉(제작 총지휘·각본)

## 역대 선거 결과
|  | 22.3% |

|  | 21.9% |

|  | 17.3% |

|  | 32.8% |

|  | 21.0% |

|  | 20.9% |

|  | 22.6% |

|  | 19.0% |

|  | 30.47% |

|  | 70.21% |

|  | 51.06% |

|  | 43.40% |

|  | 19.0% |

|  | 2.65% |

## 같이 보기
- 타카쿠라 켄
- 후지타 마코토
- 이시하라 유지로
- 와타나베 쇼이치 (언어학자)
- 새로운 역사 교과서를 만드는 모임
- 매파
- 마초 (문화)
- 난징의 진실
- 일본회의
- 미확인비행체
- 노나카 히로무
- 일본유신회
- 차세대당